# Бои при Потреро-Обелья и Тайи
Бои при Потреро-Обелья и Тайи (исп. Potrero Obella, Tayi) — завершающие бои с целью установления бразильскими войсками полной сухопутной блокады крепости Умайта во время Парагвайской войны.

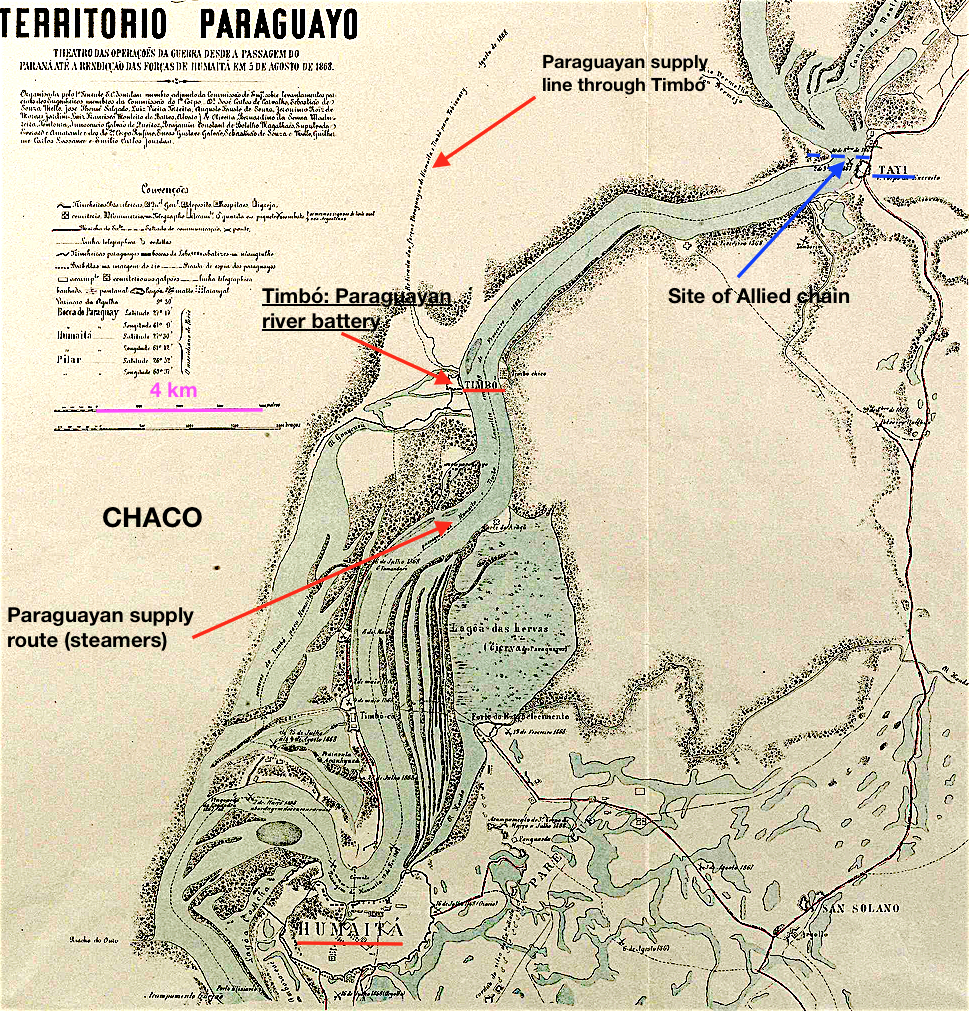
Театр военных действий севернее Умайты.

Движение союзных армий вокруг парагвайского левого фланга вызвало минимальное сопротивление и принесло достойные результаты: бразильцы овладели частью сухой тропы к северу от Сан-Солано и начали разведку внешнего края лагуны Мендес, которая лежала за ней. Это позволяло союзникам приблизиться к деревне Тайи, примерно в пятнадцати милях вверх по реке от Умайты и в лиге к югу от Пилара, и её захват закрывал брешь вокруг крепости, оставляя только тропу через Чако в качестве возможного пути отступления парагвайцев.
27 октября 1867 года начался очередной этап наступления союзников, когда командующий бразильскими войсками маркиз Кашиас послал генерала Жозе Луиша Мена Баррету с пятью тысячами человек, чтобы взять Тайи. На промежуточной позиции между Умайтой и Тайи, названной парагвайцами Потреро-Обелья, которую Солано Лопес использовал в качестве резерва для войск в Умайте, на двух пересекающихся дорогах на выгодной позиции за тремя рядами рвов и брустверов,  с обоими флангами, опиравшимися на болота и покрытыми кустарником, закрепился батальон (300 человек) под командованием капитана Хосе Гонсалеса. 
В 7 часов утра 29 октября бразильцы начали штурм Обельи. Трижды шесть батальонов с фронта и фланга атаковали и трижды отбрасывались артиллерийским и ружейным огнём. Сопротивление убедило бразильского генерала в силе позиции противника, и он приказал обстреливать её в течение часа из пушек; в результате парагвайцы, потеряв своего командира, отступили, оставив противнику 49 раненых пленных. Погибло 80 парагвайцев и 85 бразильцев, ещё 310 человек получили ранения.
На следующий день (30 октября) Мена Баррету отправил отряд для разведки путей, ведущих на север вдоль Парагвая. Кавалеристы дошли до окраин Пилара, где заметили два парагвайских парохода, шедших с юга. Сконцентрированный артиллерийский огонь этих кораблей — «Олимпо» и «25 мая» — отбросил кавалеристов от берега реки к основным силам Мена Баррету. В Тайи с пароходов парагвайцами был высажен десант (400 человек), который под руководством английского инженера полковника Джоржа Томпсона, командира саперных войск армии Лопеса,  вокруг старой гауптвахты с крепким частоколом стал возводить редут. Три парохода были размещены так, чтобы их орудия прикрывали фронт редута.
На следующее утро (31 октября) Мена Баррету отправил в штыковую атаку на редут свою пехоту. Парагвайцы не стали защищать недостроенный редут и, отступив к реке, укрылись под крутым обрывом, откуда, прикрываемые огнём с трёх пароходов, попытались вести огонь по наступавшим бразильцам,
Через час Мена Баррету подвёл свою артиллерию к берегу Парагвая и стал обстреливать противника, закрепившегося на берегу, и три его корабля. После того как защитники на берегу были уничтожены или утонули при попытке переплыть реку, огонь батареи был сосредоточен на «Олимпо» и «25 мая», и менее чем за час тяжёлые орудия отправили корабли на дно. Только «Югурей» с Томпсоном на борту сумел уклониться от огня артиллеристов Мены Баррету и смог уйти вниз по течению к Умайте. В результате победители насчитали около пятисот убитых и шестьдесят восемь раненых парагвайцев.
Мена Баррету отправил шесть тысяч человек в Тайи и возвёл обширные земляные валы вокруг незащищённого места — гораздо более обширные, чем предполагал Томпсон. Бразильский генерал также установил четырнадцать артиллерийских орудий в этих новых траншеях и приказал своим инженерам на нескольких понтонных лодках натянуть тяжёлые цепи через Парагвай, чтобы предотвратить попадание каких-либо припасов в Умайту с севера. Чуть позже Кашиас сосредоточил десять тысяч человек в Сан-Солано, чтобы усилить Тайи, если маршал Лопес решится на контратаку.
Победы союзников при Потреро-Обелья и Тайи позволили установить полную блокаду Умайты и изолировать войска Лопеса на правом берегу Парагвая, перекрыв путь на север. Бразильскому флоту оставалось прорваться мимо крепости, чтобы установить блокаду по реке.